# Moulin Blanc (Leers)
De Moulin Blanc is een windmolen in de gemeente Leers in het Franse Noorderdepartement.

## Geschiedenis
Deze ronde stenen molen fungeerde als korenmolen. Hij werd gebouwd in 1852, en verving een standerdmolen die bij een storm was verwoest. Hij fungeerde tot 1914. Toen werd de molenaar door de Duitse bezetter doodgeschoten, aangezien men hem ervan verdacht om met de stand der wieken signalen door te seinen. Sindsdien stond de molen stil en verviel hij, hoewel het interieur behouden bleef.
Op 26 februari 1971 werd de molen aangekocht door de gemeente. De restauratie begon eind 1973. In 1974 werd de molenkap geplaatst en in 1975 volgde het wiekenkruis, bestaande uit metalen roeden. In 1976 werd de molen ingewijd. Na meer dan 60 jaar kon hij weer draaien. Van 1991-1992 volgde weer een restauratie, nadat de staart gebroken was.
De molen is wit geschilderd, waaraan hij zijn naam te danken heeft.